# Greva profesorilor din România din 2023
Pe 22 mai 2023 a fost declanșată o grevă generală în sistemul de învățământ din România, care a implicat 150.000 de profesori și încă 60.000–70.000 de cadre didactice și auxiliare, cerând o creștere a salariilor în educație cu 25%. În timpul grevei, au existat multiple încercări ale sindicatelor și profesorilor de a negocia cu guvernul României, precum și cu președintele Klaus Iohannis. Demonstrații simultane au avut loc în București și în alte câteva orașe mari la nivel național.
Pe 12 iunie 2023, sindicatele au anunțat suspendarea grevei generale, cu condiția ca propunerile lor de majorare a salariilor care au fost acceptate cu câteva zile mai devreme să fie aprobate printr-o ordonanță de urgență a guvernului, care s-a întâmplat între timp.
Greva este cea de a patra din sistemul de educație de la Revoluția din 1989, grevele anterioare întâmplându-se în 1999, 2000 și 2005, și a dus la amânarea examenelor pentru clasa a VI-a, precum și a examenelor orale de la sesiunea de bacalaureat din 2023.

## Context
Protestele au fost cauzate de salariile mici ale profesorilor care au salariul mediu pe economie. Salariile profesorilor sunt cu destul mai mici comparativ cu alte profesii din România. Un profesor câștigă 39,504 lei anual. După 10 ani de activitate, un profesor poate ajunge la 50,897 lei (10.342 euro) salariu anual și după 15 ani de activitate un cadru didactic poate câștiga 53,943 lei (10,961 euro) pe an.
Înainte de greva generală, o grevă de avertisment de două ore a avut loc pe 17 mai. O săptămână mai devreme, aproximativ 10.000 de profesori au participat la un marș organizat de sindcatele din educație la București.

## Cronologie

### 22 mai – 1 iunie
Sindicatele din învățământ au anunțat o grevă generală la nivel național în sistemul de învățământ românesc care implică aproximativ 150.000 de profesori și alte 60.000 - 70.000 de cadre didactice și auxiliare, începând cu 22 mai 2023 la ora 8:00, din cauza salariilor mici, în urma negocierilor eșuate între sindicatele din învățământ și guvern în ziua precedentă. Printre cereri se numără majorarea salariilor la 4.000 de lei net pentru profesorii debutanți, respectiv 7.000 de lei net pentru cadrele didactice aflate la finalul carierei, propunere considerată „absolut foarte greu de îndeplinit” de către guvernul României, invocând o „pierdere de fonduri europene odată cu creșterea” în salarii care ar adânci deficitul bugetar”.
Cu toate acestea, greva generală a continuat și după 22 mai. A doua zi, au avut loc consultări între reprezentanții asociațiilor de părinți, studenți și premierul Nicolae Ciucă, după care acesta din urmă a declarat că cerințele vor fi îndeplinite într-o nouă lege salarială unitară care va fi finalizată până pe 15 iulie.
Pe 24 mai, sindicatele au încercat noi negocieri cu guvernul. Guvernul s-a oferit să acorde profesorilor o sumă de 1.000 de lei în iunie și încă 1.500 de lei în octombrie, însă această propunere a fost respinsă de sindicate, solicitând în schimb o creștere de 25% pentru fiecare profesor până în decembrie. Guvernul a respins această solicitare, insistând că formularele care permit creșteri salariale au fost epuizate în actuala lege a salarizării și că profesorii vor primi doar sporuri de 2.500 de lei în două tranșe. În aceeași zi, postul de știri românesc Digi 24 (despre care se zvonește că este susținut financiar de Partidul Național Liberal, partidul de guvernământ) a susținut că protestele sunt susținute de Rusia, lucru criticat de celelalte părți ale presei românești.
Pe 28 mai, președintele Federației Sindicatelor din Educație „Spiru Haret”, Marius Nistor, a declarat că greva generală va continua pentru a doua săptămână, anunțând un miting uriaș la București pe 30 mai, la care sunt așteptate să participe 20.000 de persoane. Simultan, au avut loc proteste și în alte câteva orașe mari, printre care Alba Iulia, Brașov, Brăila, Târgu Jiu și Timișoara. Peste 10.000 de profesori au mărșăluit la Palatul Cotroceni. Între timp, sindicatele și profesorii au vrut să discute cu președintele Klaus Iohannis, ofertă pe care a acceptat-o. Cu toate acestea, profesorii au anunțat că greva generală continuă.
Pe 31 mai, guvernul a oferit cadrelor didactice o majorare de 1.000 de lei la salarii, după o nouă încercare de negocieri între cei dintâi și cei din urmă, urmată de o creștere treptată a salariului la nivelurile dorite de profesor până în 2026. A doua zi, oferta a fost aprobată de guvern printr-o ordonanță de urgență. Totuși, sindicatele și profesorii au respins această propunere și au anunțat că greva generală va continua și în iunie, cerând majorări salariale mai mari aplicate pe termen mai scurt.
Decizia sindicatelor și a profesorilor de a respinge oferta a fost supusă criticilor părinților, în special ale elevilor din clasele a VIII-a și a XII-a care urmau să susțină examenele naționale. La cel de-al 2-lea Summit EPC din Moldova, președintele Klaus Iohannis a criticat și el vehement decizia: „Cum îndrăznește cineva să pună în dificultate examenele naționale?... După ce Guvernul le-a dat [profesorilor] tot ce le-au cerut [creșterea salariului], acum din ce motive continuă greva?”.

### 6 – 12 iunie
Pe 6 iunie, aproximativ 52,8% din personalul din învățământ era încă în grevă generală, în timp ce 15.000 dintre ei au renunțat la aceasta, potrivit ministrului Educației, Ligia Deca. Pe 7 iunie, Marcel Ciolacu și premierul Ciucă au anunțat că Guvernul va adopta un memorandum prin care se angajează că va aplica majorarea salarială în educație. Între timp, a existat o încercare a unui părinte de a răsturna greva generală, dând în judecată sindicatele din învățământ; această cerere a fost respinsă de Tribunalul București.
Pe 9 iunie, mii de profesori au protestat din nou în Piața Victoriei din București, mărșăluind în cele din urmă către Palatul Cotroceni, în ciuda faptului că Iohannis nu a fost acolo, ci în stațiunea de vară Neptun. Simultan, sindicatele au încercat o nouă rundă de negocieri cu guvernul. Guvernul a oferit o creștere mai mare a salariilor din 2024, alături de o sumă suplimentară de 1.500 lei net acordată profesorilor o dată în octombrie, până în 2027. Până a doua zi, această ofertă a fost respinsă și de sindicate, greva generală urmând să continue pentru a patra săptămână, punând în pericol calendarele probelor de Evaluare Națională și de Bacalaureat din 2023.
Ulterior, pe 10 iunie, sindicatele au anunțat că guvernul a acceptat propunerile de majorare a salariilor cu 25%, acordând sume de 1500 lei anual pentru personalul didactic și auxiliar, respectiv 500 lei anual pentru personalul nedidactic până în 2027, precum și o primă tranșă de 50% din noua grilă de salarizare, de la 1 ianuarie 2024. A doua zi, sindicatele au anunțat că greva va continua până când propunerile vor fi scrise într-o ordonanță de urgență a guvernului.
Pe 12 iunie, sindicatele au anunțat suspendarea grevei generale, cu condiția ca propunerile să fie aprobate de guvern printr-o ordonanță de urgență, ceea ce s-a întâmplat între timp. Profesorii care s-au opus deciziei au acuzat sindicatele de „trădare”.

## Impact
Examenele de clasa a VI-a, planificate inițial pentru zilele de 24 și 25 mai, au fost amânate de două ori din cauza grevei generale, înainte de anularea lor pe 11 iunie.
În plus, pe 31 mai, perioada de înscriere la Bacalaureat a fost prelungită până pe 9 iunie. În ziua de 8 iunie, probele orale de la Bacalaureat au fost amânate pentru 14 iunie, de la 12 iunie așa cum era stabilit inițial, dar au fost anulate și pe 11 iunie.

## See also
- Protestele anticorupție din România din 2017-2019
- Tulburările civile din România din 2012-2015

## References
1. ↑  „Grevă generală în învățământ! Sindicate: "După cinci luni de proteste, guvernul României din păcate a fost impasibil / E voința oamenilor de a intra în grevă"”. Mediafax.ro. Accesat în 4 iunie 2023.
2. ↑  Sclavone, de Ionel. „Cât va mai dura greva din Educație. Sindicalistul Anton Hadăr explică cine va opri protestele profesorilor”. evz.ro (în Romanian). Accesat în 5 iunie 2023.
3. ↑  Ghimiși, Diana (18 mai 2023). „De luni, profesorii universitari vor face grevă de avertisment, anunță Anton Hadăr, președintele Alma Mater: Premierul Ciucă și Marcel Ciolacu n-au vrut să-și asume grilele de salarizare pe care noi le-am creat și care se află la Ministerul Muncii”. Edupedu.ro. Accesat în 5 iunie 2023.
4. ↑  „Care au fost cele mai mari greve din Educație, în România și ce au câștigat profesorii în urma lor”. Euronews. Accesat în 3 iunie 2023.
5. ↑  Pop, Matei (5 iulie 2022). „Cât câștigă un profesor din România, de la începutul carierei până la salariul maxim atins după 40 de ani, la nivel de grădiniță, școală primară, gimnaziu și liceu - ultimele date Eurydice”.
6. ↑  „Profesorii sunt azi în grevă de avertisment. Nu se fac ore între 11.00 și 13.00”. www.digi24.ro. 17 mai 2023. Accesat în 4 iunie 2023.
7. ↑  „FOTO Aproape 10.000 de profesori în stradă. Lista revendicărilor / Ce spune ministrul Educației”. www.hotnews.ro. Accesat în 4 iunie 2023.
8. ↑  „UPDATE Greva generală din învățământ va fi declanșată luni, 22 mai”. Agerpres. Accesat în 3 iunie 2023.[nefuncțională]
9. ↑  Cârlugea, Simona; Cornea, Ovidiu (22 mai 2023). „Prima zi de grevă în Educație, negocieri blocate. Cum s-a văzut protestul profesorilor în București și în alte orașe” – via romania.europalibera.org.
10. ↑  „Lider sindical din învățământ: "Mesajul nostru este clar, grevă generală din 22 mai, orele 8:00"”. Stirileprotv.ro. Accesat în 4 iunie 2023.
11. ↑  „Salariile care determină profesorii să declanșeze greva generală. Cât câștigă cadrele didactice”. www.antena3.ro.
12. ↑  „Grevă generală în toată țara. Cele mai recente negocieri sindicate-Guvern au eșuat”. Europa FM. 22 mai 2023. Accesat în 3 iunie 2023.
13. ↑  „Nicolae Ciucă, despre revendicările profesorilor: Sunt absolut foarte, foarte greu de îndeplinit”. www.hotnews.ro. Accesat în 4 iunie 2023.
14. ↑  „VIDEO A doua zi de grevă generală în școli. Ciucă: Revendicările sunt foarte greu de îndeplinit / SONDAJ LIVE: Este justificată greva din educație? / Reprezentant al părinților: Ministerul Educației a promis „un calendar de amânare a examenelor naționale" dacă greva se va prelungi”. www.hotnews.ro. Accesat în 3 iunie 2023.
15. ↑  „Reacția sindicatelor din învățământ la oferta Guvernului: „Greva generală continuă"”. www.digi24.ro. 24 mai 2023.
16. ↑  „Sindicatele din educație, după o nouă întâlnire la guvern: „Am cerut majorarea salariilor cu 25% și salariul mediu brut pe economie pentru un debutant. Până nu avem o decizie, nu cedăm, greva continuă"”. www.hotnews.ro.
17. ↑  Unirea, Ziarul (26 mai 2023). „Greva profesorilor 2023: Guvernul nu este de acord cu majorarea de 25% pentru profesori. Pentru a treia oară a fost prezentată oferta cardurilor de 2.500 lei”. Ziarul Unirea.
18. ↑  G4Media.ro (24 mai 2023), VIDEO Derapaj Digi 24: Postul care a primit bani de la PNL a titrat despre greva profesorilor „Cum fac liderii de sindicat jocul Rusiei”, Edupedu.ro
19. ↑  Roman, Mihai (25 mai 2023), VIDEO Derapaj Digi 24: Postul care a primit bani de la PNL a titrat despre greva profesorilor ”Cum fac liderii de sindicat jocul Rusiei”, G4Media.ro
20. ↑  „Profesorii refuză primele de la Guvern și continuă greva. Ce spune liderul de sindicat despre amânarea examenelor”. Ziare.com.
21. 1 2  „Greva în Educație continuă. Ce le-a promis președintele Klaus Iohannis profesorilor. Lider de sindicat: „O discuție constructivă"”. www.digi24.ro. 30 mai 2023.
22. ↑  „LIVE VIDEO FOTO Protestul profesorilor, cu peste 20.000 de participanți, se apropie de sfârșit / La Cotroceni, protestatarii au strigat "Nu cedăm" și "Grevă, grevă!", după anunțul liderilor de sindicat / "O lume minunată, România educată, sticlă", "Ligia Decât atât s-a putut" - printre mesajele manifestanților care cer guvernanților creșterea salariilor și finanțarea Educației”. 30 mai 2023.
23. ↑  „20.000 de profesori, la cel mai mare protest din ultimii ani, în București %7C Iohannis, discuții cu o delegație a protestatarilor la Palatul Cotroceni”. www.antena3.ro (în Romanian). Accesat în 3 iunie 2023.
24. ↑  „Guvernul anunță pe site negocieri cu profesorii de la 12.00. Marius Nistor: Care negocieri?”. www.digi24.ro. 30 mai 2023. Accesat în 4 iunie 2023.
25. ↑  „Sindicaliștii au încheiat discuțiile cu Klaus Iohannis: "A promis că se va implica!". Se oprește sau nu greva profesorilor?”. www.antena3.ro.
26. ↑  „VIDEO Greva profesorilor: Oferta Guvernului după noile discuții cu sindicatele: 1.000 de lei brut în plus la salariu, de la 1 iunie / Sindicate: Este o variantă îmbunătățită, vom anunța decizia în această seară”. www.hotnews.ro.
27. ↑  Redacția (1 iunie 2023). „VIDEO Ministrul Educației, care inițial a declarat că „luptă" pentru profesori: Creșterile salariale pe noua grilă vor fi etapizate până în 2026. Prin OUG-ul adoptat astăzi reușim să acoperim solicitările publice ale cadrelor didactice / Ministrul Muncii: Marți urmează ca în fiecare unitate de învățământ cadrele didactice să analizeze această OUG și să ia o decizie”. Edupedu.ro. Accesat în 4 iunie 2023.
28. ↑  „Guvernul a adoptat majorarea de 1000 de lei a venitului profesorilor și anunță încheierea negocierilor. Sindicatele din educație: Greva continuă!”. monitorulcj.ro. 1 iunie 2023.
29. ↑  „Sindicatele din România au refuzat oferta Guvernului. Greva din școli continuă”. radiomoldova.md. 31 mai 2023.
30. ↑  „Greva din școli continuă, anunță sindicatele: „Nu ne mai trimiteți la clase! Schimbați-vă discursul și asumați-vă că educația va fi prioritate națională"”. www.hotnews.ro. Accesat în 4 iunie 2023.
31. ↑  „Președintele Federației Părinților îi ceartă pe profesorii care continuă greva: "Ați primit ce ați solicitat. Vreți să ne mințim?"”. www.digi24.ro. 2 iunie 2023. Accesat în 4 iunie 2023.
32. ↑  R.P (3 iunie 2023). „Petiție pentru susținerea examenelor de Evaluare Națională și BAC 2023 la datele fixate, lansată de părinți de elevi de clasele a VIII-a și a XII-a”. Edupedu.ro. Accesat în 4 iunie 2023.
33. ↑  „Iohannis, declarații dure la adresa profesorilor: "Cum îndrăznește cineva să pună în dificultate examenele naționale?"”. Stirileprotv.ro. Accesat în 4 iunie 2023.
34. ↑  „Ligia Deca: Zece mii de profesori au renunțat la grevă. Miercuri, noi negocieri cu sindicaliștii”. www.digi24.ro. 6 iunie 2023. Accesat în 7 iunie 2023.
35. ↑  „Greva din Educație: Guvernul anunță că va adopta un memorandum pentru revendicările restante ale profesorilor / Prima reacție a sindicatelor”. www.hotnews.ro. Accesat în 7 iunie 2023.
36. ↑  „Primul proces al unui părinte care a dat în judecată profesorii pentru grevă. Care a fost decizia Tribunalului București”. www.hotnews.ro. Accesat în 9 iunie 2023.
37. ↑  Redacția (9 iunie 2023), Klaus Iohannis s-a retras din tumultul Bucureștiului: Ar fi venit la Neptun, la vila de protocol, Ziarul Amprenta
38. ↑  Radu Pop (9 iunie 2023), Surse: Klaus Iohannis își încarcă bateriile la malul mării, Stiri pe surse
39. ↑  „FOTO / VIDEO Mii de profesori au protestat în fața Guvernului, de unde au plecat în marș la Cotroceni: „Rezistăm, nu cedăm!", „Voi ne-ați scos de la catedră!" / Cum a fost decalat calendarul examenelor naționale”. www.hotnews.ro. Accesat în 9 iunie 2023.
40. ↑  „Noua ofertă de la Guvern pentru profesorii sindicaliști: prime anuale și salarii mai mari din 2024. "Lăsăm colegii să hotărască"”. www.antena3.ro (în Romanian). Accesat în 9 iunie 2023.
41. ↑  „Greva în școli continuă și săptămâna viitoare. Profesorii au respins oferta Guvernului”. www.digi24.ro. 10 iunie 2023. Accesat în 10 iunie 2023.
42. ↑  „Greva profesorilor s-ar putea opri, după o nouă ofertă făcută de Guvern”. www.hotnews.ro. Accesat în 11 iunie 2023.
43. ↑  „Profesorii continuă greva. Ce așteaptă sindicaliștii de la Guvern”. www.digi24.ro. 11 iunie 2023. Accesat în 11 iunie 2023.
44. ↑  „BREAKING Profesorii suspendă greva generală declanșată în 22 mai / Condițiile puse de sindicate”. www.hotnews.ro. Arhivat din original la 12 iunie 2023. Accesat în 12 iunie 2023.
45. ↑  „DOCUMENT. Guvernul a adoptat ordonanța privind creșterea salariilor personalului din Educație. Sindicatele au oprit greva”. Stirileprotv.ro. Accesat în 12 iunie 2023.
46. ↑  „Profesorii renunță la grevă %7C Elevii se întorc în clase în ultima săptămână de școală”. www.antena3.ro (în Romanian). Accesat în 12 iunie 2023.
47. ↑  Ofițeru, Andreea (29 mai 2023). „Evaluarea Națională pentru clasa a VI-a a fost din nou amânată”. Europa Liberă România. Accesat în 4 iunie 2023.
48. 1 2  „Modificările aduse de Guvern în cazul Bacalaureatului și Evaluării Naționale la clasa a șasea au fost publicate în Monitorul Oficial”. www.digi24.ro. 11 iunie 2023. Accesat în 12 iunie 2023.
49. ↑  „BAC 2023. Perioada de înscriere la bacalaureat a fost prelungită. „Nu afectează calendarul examenelor" / Până când se pot încheia mediile”. www.hotnews.ro.
50. ↑  „A fost prelungită perioada de înscriere pentru Bacalaureat”. jurnalul.ro.
51. ↑  „Primele probe de la Bacalaureat se amână cu două zile”. www.digi24.ro. 8 iunie 2023. Accesat în 8 iunie 2023.